# Quarantaine (lied)
Quarantaine is een lied van de Nederlandse rapper Donnie. Het werd in 2020 als single uitgebracht.

## Achtergrond
Quarantaine is geschreven door Jason Mungroop en Donald Scloszkie en geproduceerd door JasonXM. Het is een lied uit het genre nederhop. Het is een lied waarin de rapper zijn leven beschrijft tijdens de eerste lockdown van de coronapandemie in 2020. Voor de bijbehorende videoclip konden fans van de rapper korte video's of foto's insturen, welke allen werden samengevoegd in de muziekvideo. Op de B-kant van de single staat een instrumentale versie van het lied.

## Hitnoteringen
De artiest had weinig succes met het lied in de Nederlandse hitlijsten. Er was geen notering in de Single Top 100 en ook de Top 40 werd niet bereikt; bij de laatstgenoemde bleef het lied wel steken op de zesde plaats van de Tipparade.